# 錢昌照
钱昌照（1899年11月2日—1988年10月14日），字乙藜（一作乙黎），乳名镛，江苏常熟人，中華民国、中華人民共和国政治人物，原副国级领导人。中华民国国营工业的创始人和组织者之一。曾任资源委员会委员长，中国人民政治协商会议全国委员会副主席，中国国民党革命委员会中央副主席。

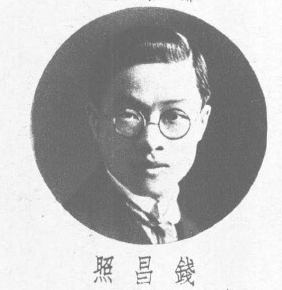

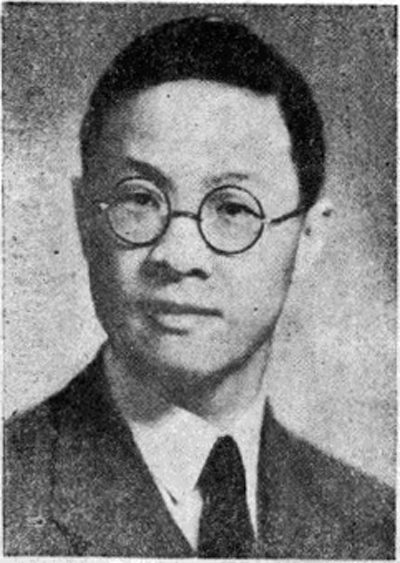
《中国当代名人传》中的錢昌照照片

## 生平

### 早年生涯
1899年11月2日，钱昌照生于江苏省蘇州府常熟县鹿苑镇（今属张家港市）的一个官宦世家。父亲钱荃琛经营垦殖及工业，中年时在一次意外的乘船事故中突然丧生。母亲是清朝末年文学家、思想家、诗人龚自珍的孙女。钱昌照4岁时，母亲开始教他念唐诗。五、六岁时，开始学习《三字经》、《幼学琼林》等。到上小学时，已熟读《论语》、《孟子》等书。家里还为钱昌照分别聘有中文、法文、书法、武术等课的教习。
1912年，钱昌照考入上海浦东中学，校长朱书源是中国同盟会会员，曾留学日本，经常向学生讲孙中山的革命故事。1918年6月，钱昌照自上海浦东中学毕业。1919年8月，钱昌照自上海搭乘留法勤工俭学船只，赴英国留学。1919年10月，入伦敦政治经济学院，1922年毕业获得硕士学位。1922年下半年，入牛津大学从事经济学研究，直至1923年底。在英国留学期间，钱昌照师从哈罗德·拉斯基、韦伯等学者，受费边社思想及工业救国思想影响。

### 归国服务
1923年，北洋政府派团赴英国、美国等国考察实业，实业家张謇之子张孝若为考察团负责人之一。钱家与张家乃世交，考察团便邀钱昌照同行。钱昌照随团考察英国、美国、日本三国的工业后，认为英国工业已经陈旧，美国工业乃后起之秀，日本工业多仿效德国而缺乏独创。钱昌照认为中国必须走工业化道路，并认为因美国工业较先进，故中国应取得美国的经济及技术援助。
1924年，钱昌照回到中国。此后一年多，遍访各地实力派如张作霖、阎锡山、吴佩孚、孙传芳等，以求有人支持其实业救国的主张。但各地军阀忙于混战，无暇顾及振兴实业。钱昌照也感到自己对中国历史缺乏了解，故谢绝了孙传芳等军阀的聘请，到上海居住在江湾蔡家花园，用一年半时间研究中国历史，阅读了《史记》、《资治通鉴》、《汉书》、《九朝纪事本末》等史书。
1927年春，北伐军即将抵达上海之际，钱昌照一日在一位美国传教士家聚会，宋子文之母及宋美龄也在座。晚饭后，来了几名美国兵，言语粗鲁，并侮辱中国人。钱昌照十分气愤，与这几个美国人争辩，几乎打起来。钱昌照离开传教士家之后，走出上海租界，进入华界，见高处悬挂着几颗人头，为孙传芳部下任意施虐造成。钱昌照感到外国人欺辱中国人，中国军阀则不敢同外国人斗争，只会压迫同胞。
在上海期间，经人介绍，钱昌照与黄郛夫人的胞妹沈性元结婚。

### 从外交到教育
1928年，黄郛出任国民政府外交部部长。1928年（民国17年）3月，銭昌照任国民政府外交部秘書。数月后，钱昌照及黄郛均离开外交部。1929年，钱昌照任国民政府文官处简任秘书，负责处理经济、教育、外交方面文件。1931年（民国20年）6月，任国民政府教育部常務次長。1931年，国立清华大学发生学生与教授抵制中国国民党CC派吴南轩出任校长的风潮，蒋介石表示要严惩为首的学生，派钱昌照赴北平查办。钱昌照经过调查，向蒋介石发出电报说明情况，并且主张吴南轩辞去清华大学校长职务，另寻新人选接替。蒋介石复电同意。钱昌照遂聘翁文灏任清华大学校长，受到清华大学教授与学生欢迎。1931年九一八事变后，学生经常到国民政府大院示威及请愿，钱昌照力主不要镇压学生，只能疏导。

### 资源委员会
1931年冬，日本加紧侵略中国。钱昌照遂向蒋介石提出创办一国防设计机构，以富国强兵、抵制外侮，同时还可延揽人才。该建议获蒋介石同意。1932年11月1日，国防设计委员会成立，蒋介石任委员长，翁文灏任秘书长，钱昌照任副秘书长。国防设计委员会成立后，开展了大量调查研究。1933年初，该委员会创办其第一家企业“陕北油矿钻探处”，孙越崎负责主持。
1935年4月，国防设计委员会更名为资源委员会，隶属国民政府军事委员会，蒋介石任委员长，翁文灏任秘书长，钱昌照任副秘书长。经蒋介石批准，钱昌照开展了币制改革、统制钨锑等工作，并同德国签订易货合同。资源委员会以湖南省、湖北省、江西省为基地，1936年3月拟定“重工業五年建設計劃”，因為獲納粹德國的資金和技術，1936年6月落實為中德三年計劃。后因抗日战争，许多建设项目被迫停顿。
1937年卢沟桥事变发生后，钱昌照建议蒋介石搬迁上海及其附近的主要工业到内地。经蒋介石同意后，钱昌照随即召集资源委员会、军政部、实业部、财政部、交通部、铁道部、经济委员会等单位举行联席会议，确定内迁方案，并成立专门机构负责内迁。后来工业内迁由工矿调整委员会主要负责。抗日战争期间，1938年到1941年，资源委员会在云南、四川、广东、广西、陕西、甘肃、青海等地新办了70多家工矿企业；1941年底太平洋战争爆发后，形势不利，1942年至1945年，资源委员会新办企业仅十多家。
1940年（民国29年）5月，钱昌照升任資源委員会（当時移交国民政府经济部管理）副主任委員。1941年（民国30年）9月，任行政院全国水利委員会委員。1945年（民国34年）5月，当选中国国民党第六届候补中央執行委員。
1946年（民国35年）5月，銭昌照升任資源委員会主任委員。1946年6月，兼任国民政府最高经济委員会委員。同年10月，資源委員会改为直属行政院，銭昌照由主任委員改为委員長。1947年（民国36年）4月23日，国民政府准免資源委員會委員長錢昌照本職。:8340銭昌照辞去资源委员会委员长职务，调任国防部科学委員会委员。离开资源委员会后，銭昌照在北平筹办“中国社会经济研究会”，还办过《新路》杂志，欲走中间路线，但因社论中多次批评蒋介石独裁，而被勒令停刊。1948年夏，銭昌照托邵力子联系赴延安，但未成功，又同张瑞芳商议从另一条路赴延安，但也未实现。1948年秋，銭昌照出国赴西欧英国、法国、比利时等地考察。

### 中華人民共和国时期
1949年3月底，钱昌照回到香港。当时资源委员会正在上海办公，钱昌照于同年4月中旬飞抵上海，会见资源委员会委员长孙越崎、副委员长吴兆洪。此时，国共谈判业已破裂，中国人民解放军正准备渡江战役，孙越崎、吴兆洪表示资源委员会决定留在中国大陆，拒绝执行蒋介石下达的拆迁南京五个工厂的命令，资源委员会所属的中国各地的厂矿均留大陆。钱昌照对此表示支持。当晚，孙越崎和吴兆洪请钱昌照吃饭，资源委员会20余位高级职员作陪，钱昌照在席间讲话称：“你们决定留在大陆，很好，风雨如晦，鸡鸣不已，光明就在前面。”4月21日，钱昌照飞回香港，当天中国人民解放军占领南京。
回到香港后，钱昌照很快同香港的中国共产党组织取得联系，见到乔冠华及夏衍。钱昌照向他们介绍了资源委员会情况。乔冠华告诉钱昌照，中共方面希望钱昌照赴北平。钱昌照遂乘船至天津，再乘火车于6月1日抵达北平，住在翠明庄。数日后，钱昌照与周恩来会晤。7月某晚，毛泽东会见钱昌照，双方谈及许多问题。此后，钱昌照先后见到刘少奇、朱德、董必武、林伯渠、陈云、吴玉章、聂荣臻、叶剑英等领导。
钱昌照到北平后，其妻沈性元及儿子钱士湘尚留台湾。后来，钱昌照托人秘密将母子二人接到香港。为确保安全，北平方面决定在他们抵达香港前，不发表钱昌照已到北平的消息。1949年10月，沈性元等来到北平，钱昌照一家住在北池子67号。1949年10月6日，中国国民党宣布将宋慶齡、張治中、邵力子、張難先、傅作義、錢昌照、竺可楨、許德珩、曾昭抡、吳有訓、譚惕吾、錢端升等人“永远开除党籍”。
1949年9月，钱昌照作为特邀代表参加中国人民政治協商会議第一届全体会议，並当选第一届全国政协委员。中華人民共和国成立後，历任第一至四届全国人民代表大会代表，全国人民代表大会法案委員会委員，政務院财政经济委員会委員兼中央财经计划局副局長，分管工业与交通。1955年，钱昌照加入中国国民党革命委員会（民革），历任民革第三届中央委员、第四届中央常委，1956年起兼任民革社会联系工作委员会副主任、对台工作委员会副主任，后来担任民革第五、六届中央副主席。1978年至1988年，以民革中央副主席的身份连任中国人民政治协商会议全国委员会第五、六、七届副主席。此外还曾任全国人民代表大会常务委员会法制委員会委員。1987年，獲推为第一任中华诗词学会会长。
中共十一届三中全会后，钱昌照支持改革开放，多次赴沿海各地调查。1987年，已患重病的钱昌照仍赴海南岛调查，提出开发海南岛的有关建议，获中共中央及国务院的重视及采纳。钱昌照重视教育，认为“四化建设应该抓两头，一头抓经济，一头抓教育，而教育是根本。”
1988年10月14日，在北京市病逝，享年89岁。

## 家庭
- 堂兄弟：钱昌祚，著名航空工程师
- 妻：沈性元
- 子：钱士湘，北京航空航天大学高等工程学院资深顾问，民革党员
- 连襟：黄郛，是沈性元的胞姐沈性真（亦云）的丈夫